# Футбол (7x7)
Футбол для гравців з наслідками дитячого церебрального паралічу або Футбол 7x7, або паралімпійський футбол — один з різновидів футболу, який було створено для спортсменів-футболістів з ДЦП та іншими неврологічними розладами, включаючи інсульт або черепно-мозкові травми. З 1978 по 2014 роки футбольними змаганнями для гравців з наслідками ДЦП опікувалася Міжнародна Спортивна та Рекреаційна Організація Церебрального Паралічу (CPISRA). У січні 2015 року управління цим видом спорту було передане Міжнародній Федерації Футболу ДЦП.
Змагання в цьому виді спорту відбуваються за дещо зміненими правилами ФІФА. Серед основних модифікацій, в першу чергу, слід відзначити зменшене футбольне поле, зменшена кількість гравців у командах, відсутність правила офсайду та дозвіл вкидати м'яч однією рукою. Матч складається з двох таймів по 30 хвилин кожен, а також 15-хвилинної перерви між ними. Протягом усього матчу на футбольному полі мають залишатися щонайменше по одному гравцю класу 5C або 6C. Крім того дозволяється, щоб на полі залишалися не більше ніж по 1 гравцю в кожній з команд класу 8C.
Міжнародні змагання з футболу 7x7 вперше були проведені на Міднародних Іграх CP-ISRA 1978 року в Единбурзі, Шотландія. Вперше до олімпійських видів спорту Футбол 7x7 потрапив на Літніх Паралімпійських іграх 1984 року в Нью-Йорку (США), з тих пір цей вид спорту став невід'ємною частиною кожних паралімпійських ігор.

## Управління
З 1978 по 2014 роки футбольними змаганнями для гравців з наслідками ДЦП опікувалася Міжнародна Спортивна та Рекреаційна Організація Церебрального Паралічу (CPISRA). У січні 2015 року управління цим видом спорту було передане Міжнародній Федерації Футболу ДЦП.
На даний час різні організації регулюють цей вид спорту на національному рівні. В Австралії цей вид спорту регулюється Федерацією футболу Австралії, так у штаті Новий Південний Уельс цим спортом опікується спеціальний державний орган, це Спортивна та Оздоровча Асоціація Церебрального Паралічу НПУ. В Квінсленді — Футбольна Асоціація Квінсленду. Цей вид спорту знаходиться під контролем Федерації Футболу Південної Австралії в південноавстралійському штаті Вікторія, вона підпорядковується Спортивній та Рекреаційній асоціації інвалідів. У Західній Австралії вона перебуває під управліянням Західноавстралійської федерації. В Австралійському Столичному Окрузі цим видом спорту управляє Столична Футбольна Федерація. На Тасманії цим видом футболу управляє Спортивна та Рекреаційна асоціація інвалідів.

## Відмінність у правилах
Загалом паралімпійський футбол має багато спільного з класичним футболом, але він має деякі відмінності. Ці відмінності включають в себе відсутність положення поза грою, гравці мають право вкидати м'яч лише однією рукою.
Тривалість матчу також менша, два тайми по 30 хвилин кожен та 15-хвилинна перерва між ними. Також в складах обох команд на футбольному полі може знаходитися не більше ніж по 7 гравців одночасно. Футбольний м'яч та поле також менше, ніж у класичному футболі. Розмір поля — 75x55 метрів.
У фінальних частинах чемпіонатів і турнірів, а також у плей-оф цих змагань після завершення основного часу поєдинку за нічийного рахунку передбачено додатковий екстра-тайм. Цей додатковий час пердбачає два тайми по 10 хвилин кожен, при чому та команда, яка першою заб'є м'яч у ворота команди-суперниці й стає переможницею матчу. Якщо ж після завершення додаткового часу жодна з команд не змогла відзначитися голом у ворота суперників, то призначається серія післяматчевих пенальті. Серія складається з 5 ударів для кожної з команд. Команда, яка краще результативно реалізувала ці пенальті визнається переможницею матчу.

## Класифікація
Гравців, які виступають у цьому виді спорту розділяють на 4 класи. Вони мають натупні назви: ФТ5, ФТ6, ФТ7 та ФТ8. Для кожного класу існує свій тип інвалідності:
- ФТ5: Спортсмени з труднощами при ходьбі та бігу, але не в стоячому положенні або при ударі по м'ячу[2][6].
- ФТ6: Спортсмени, які мають проблеми з координацією або з роботою верхніми кінцівками, особливо під час бігу[2][6].
- ФТ7: Спортсмени з геміпарезом[2][6].
- ФТ8: Спортсмени, які мають мінімальну інвалідність; вони повинні відповідати певним критеріям та мають явні розлади, які впливають на їх зайняття спортом[2][6].

Спочатку, можливість займатися цим видом спорту була відкрита лише для осіб з дитячим церебральним паралічем, але систему класифікації пізніше було змінено. Цей вид спорту став відкритим для людей з травмами головного мозку та інших рухових функцій, які впливали на їх функціональність, їх було прирівняно до осіб з дитячим церебральним паралічем.
Команди повинні мати щонайменше по одному гравцю в кожній з них, з класом ФТ5 або ФТ6. Але при цьому дозволено мати на полі одночасно не більше ніж одного гравця класу ФТ8.

## Змагання
Цей вид спорту має декілька важливих міжнародних змагань. Вони включають Паралімпійські Американські Ігри та Чемпіонат світу з футболу 7x7 CPISRA/IFCPF. Перший Чемпіонат Світу CPISRA проходив у Данії в 1982 році, а вже через чотири роки після першого міжнародного турніру з цього виду спорту, відбувся наступний, в Шотландії, на Міжнародних Іграх для осіб з ДЦП.
Футбол 7x7 також потрапив і до програми Паралімпійських ігор, дебютувавши на Літніх Паралімпійських іграх 1984 року. Проте з програми Літніх Паралімпійських ігор 2020 року його було виключено.

## Результати

### Чемпіонат Європи
| 2006 Детально | Дублін     | Україна | 5–2                | Росія      | Нідерланди | 2–1 | Ірландія   | 8  |
| 2010 Детально | Глазго     | Україна | 1–1 (д.ч.) (9–8п.) | Росія      | Ірландія   | 2–0 | Нідерланди | 10 |
| 2014 Детально | Мая        | Україна | 3–0                | Нідерланди | Росія      | 3–0 | Ірландія   | 11 |
| 2018 Детально | не пройшов |         |                    |            |            |     |            |    |
|               |            |         |                    |            |            |     |            |    |

- д.ч.: додатковий час
- п.: післяматчеві пенальті

### Чемпіонат світу та міжнародні кубки
| 1982 Детально | Греве                        | Ірландія   | 2-0                           | Нідерланди                    | Бельгія                       | немає достовірної інформації1 | немає достовірної інформації1 | 8                             |  |  |  |  |  |  |  |  |  |
| 1986 Детаьно  | Гогледе                      | Нідерланди | 3-0                           | Бельгія                       | Ірландія                      | немає достовірної інформації1 | немає достовірної інформації1 | 6                             |  |  |  |  |  |  |  |  |  |
| 1990 Детально | Ассен                        | Нідерланди | 5-0                           | Ірландія                      | Бельгія                       | немає достовірної інформації1 | немає достовірної інформації1 | 5                             |  |  |  |  |  |  |  |  |  |
| 1994 Детально | Дублін                       | Нідерланди | 2-0                           | Ірландія                      | Бельгія                       | немає достовірної інформації1 | немає достовірної інформації1 |                               |  |  |  |  |  |  |  |  |  |
| 1998 Детально | Ріо-де-Жанейро               | Росія      | немає достовірної інформації1 | немає достовірної інформації1 | немає достовірної інформації1 | немає достовірної інформації1 | немає достовірної інформації1 | немає достовірної інформації1 |  |  |  |  |  |  |  |  |  |
| 2001 Детально | Нотінгем                     | Україна    | 3-1                           | Росія                         | Бразилія                      | 2-0                           | Іран                          | 13                            |  |  |  |  |  |  |  |  |  |
| 2003 Детально | Буенос-Айрес                 | Україна    | 3-1                           | Бразилія                      | Росія                         | 2-1                           | Аргентина                     |                               |  |  |  |  |  |  |  |  |  |
| 2005 Детально | Нью-Лондон                   | Україна    | немає достовірної інформаціі  | Росія                         | Іран                          | 9-0                           | Нідерланди                    | 13                            |  |  |  |  |  |  |  |  |  |
| 2007 Детально | Ріо-де-Жанейро               | Росія      | 2–1                           | Іран                          | Україна                       | 2–0                           | Бразилія                      | 16                            |  |  |  |  |  |  |  |  |  |
| 2009 Детально | Арнем (Кубок)                | Україна    | 0–0 (д.ч.) (9–8 п.)           | Росія                         | Іран                          | 1–0                           | Бразилія                      | 12                            |  |  |  |  |  |  |  |  |  |
| 2011 Детально | Ассен, Еммен, Гогевен        | Росія      | 6–1                           | Іран                          | Україна                       | 8–3                           | Бразилія                      | 16                            |  |  |  |  |  |  |  |  |  |
| 2013 Детально | Сан-Кугат-дал-Бальєс (Кубок) | Україна    | 1–0                           | Бразилія                      | Росія                         | 4–0                           | Ірландія                      | 16                            |  |  |  |  |  |  |  |  |  |
| 2015 Детально | Бартон-апон-Трент            | Росія      | 1–0                           | Україна                       | Бразилія                      | 6–0                           | Нідерланди                    | 16                            |  |  |  |  |  |  |  |  |  |
| 2017 Детально | Сан-Луїс                     | Україна    | 1-0                           | Іран                          | Росія                         | 2-0                           | Англія                        | 16                            |  |  |  |  |  |  |  |  |  |
| 2019 Детально | Севілья                      | Росія      | 3-1                           | Україна                       | Бразилія                      | 4-1                           | Англія                        | 16                            |  |  |  |  |  |  |  |  |  |
| 2022 Детально | Салоу                        | Україна    | 1-0                           | Іран                          | Бразилія                      | 2-0                           | США                           | 15                            |  |  |  |  |  |  |  |  |  |

1 = Інформація на офіційній сторінці IFCPF відсутня
- д.ч.: додатковий час
- п.: післяматчеві пенальті

### Літні Паралімпійські ігри
| 1984 Детально | Стоук-Мендевілль | Бельгія               | 1–0                   | Ірландія              | Велика Британія | 3–1        | Португалія      | 6 |
| 1988 Детально | Сеул             | Нідерланди            | 1                     | Бельгія               | Ірландія        | 1          | Південна Корея  | 5 |
| 1992 Детально | Барселона        | Нідерланди            | 3–2                   | Португалія            | Ірландія        | 2–1 (д.ч.) | Велика Британія | 8 |
| 1996 Детально | Атланта          | Нідерланди            | 1–0                   | Росія                 | Іспанії         | 2–1        | Велика Британія | 8 |
| 2000 Детально | Сідней           | Росія                 | 3–2                   | Україна               | Бразилії        | 2–1        | Португалія      | 8 |
| 2004 Детально | Афіни            | Україна               | 4–1                   | Бразилії              | Росія           | 5–0        | Аргентина       | 8 |
| 2008 Детально | Пекін            | Україна               | 2–1 (д.ч.)            | Росія                 | Іран            | 4–0        | Бразилії        | 8 |
| 2012 Детально | Лондон           | Росія                 | 1–0                   | Україна               | Іран            | 5–0        | Бразилії        | 8 |
| 2016 Детально | Ріо-де-Жанейро   | Україна               | 2–1 (д.ч.)            | Іран                  | Бразилії        | 3–1        | Нідерланди      | 8 |
| 2020 Детально | Токіо            | Турнір не відбудеться | Турнір не відбудеться | Турнір не відбудеться |                 |            |                 |   |
| 2024 Детально | Не відбувся      |                       |                       |                       |                 |            |                 |   |
|               |                  |                       |                       |                       |                 |            |                 |   |

1 = The tournament was played in a group mode.
- д.ч.: додатковий час
- п.: післяматчеві пенальті